# Elk City (Oklahoma)
Elk City – miasto w hrabstwie Beckham, w stanie Oklahoma, w Stanach Zjednoczonych. Według spisu w 2020 roku liczy 11,6 tys. mieszkańców. 
Elk City położone jest przy autostradzie międzystanowej nr 40 oraz historycznej drodze 66.